# Moord in de Oriënt-Expres
Moord in de Oriënt-Expres (oorspronkelijke titel: Murder on the Orient Express) is een boek van de Engelse detectiveschrijfster Agatha Christie. Het boek verscheen in 1934.
Het verhaal werd in 1974 verfilmd. In 2001 werd er opnieuw een film van het boek gemaakt, ditmaal voor de televisie. In 2010 werd het verhaal nog eens verfilmd voor de Agatha Christie's Poirot-serie. In 2017 werd het boek nog een keer verfilmd.

## Het verhaal
Jaren eerder werd de driejarige Daisy Armstrong ontvoerd, en haar vader kolonel Armstrong betaalde een grote som losgeld. Daisy Armstrong werd dood teruggevonden. Mrs. Armstrong kon al dit verdriet niet aan en beviel voortijdig van een doodgeboren kindje en liet ook zelf het leven. Kolonel Armstrong ging hier totaal aan ten onder en pleegde zelfmoord. Nog een zelfmoord kwam van de meid Paulette, die onterecht werd beschuldigd van medeplichtigheid aan de ontvoering. Sommigen zullen hier overeenkomsten met de Lindbergh-zaak uit de jaren 30 in herkennen. Het brein achter de ontvoering, Cassetti, is nooit veroordeeld. Als hij op een reis met de Oriënt-Expres vermoord wordt aangetroffen, komt Poirot in actie.
Dit wordt beschouwd als een van de beste verhalen van Christie. Alle verdachten hebben een motief, en allen hebben een alibi bedacht. Doordat de trein tussen Vinkovci en Slavonski Brod vast komt te zitten in de sneeuw, gaan alle alibi's echter in rook op. Uiteindelijk blijkt dat alle verdachten kunnen worden aangemerkt als dader.